# Христо Цеков
Христо Цеков Христов – Вачковски, с псевд. Савин – Десковец, е български журналист.
Автор на "Георги Дамянов – свещен е гласът народен“ 1988, „Димитър Ценович – касиерът на БРЦК“ 1997 /ΙΙ изд. 2010/, „Изповедта на Ботевия четник Иваница Данчев“ 1998, „Йорданка Филаретова – Госпожата“ 2009, „Родното огнище Върбица, община Враца“ 2013, „Мозайка на споделеното“ кн. Ι, 2001; кн. ΙΙ, 2007; ~ С перо от 8 до 85 – кн. ΙΙΙ, 2016; ~ В диалог с „лудия“ [Ангелаки] Савич – кн. IV, 2019.
Редактор на списанията „Армейски преглед“, „Сержант“, „Военна техника“ и „Свобода“ 1992 – 1993 /главен/, - вестниците „Мисъл“ 1991 /зам.-главен/ и „Пенсионери“ до 2000.
Член на – Съюз на офицерите и сержантите, Българско Историческо дружество, Българско генеаложко дружество „Родознание“, Съюз на независимите писатели, Съюз на българските журналисти, Общобългарски комитет и фондация „Васил Левски“ и Общонародна фондация „Христо Ботев“.